# John Winthrop
John Winthrop (Edwardstone, Suffolk, Inglaterra, 12 de janeiro de 1587/8 – Boston, Massachusetts, Estados Unidos, 26 de março de 1649), foi um advogado puritano inglês e uma das figuras principais na fundação da Província da Baía de Massachusetts, o primeiro grande empreendimento de colonização na Nova Inglaterra depois da Colônia de Plymouth. Winthrop esteve à frente do primeiro grupo de emigrantes da Inglaterra, em 1630, e prestou serviço como governador em 12 dos 20 primeiros anos de existência da província. Seus escritos e sua visão da colônia como "uma cidade sobre a colina" (nos termos do Sermão da Montanha)  dominaram o desenvolvimento da Nova Inglaterra, influenciando o governo e a religião das colónias vizinhas.

## Biografia
Nascido no seio de uma família de mercadores e proprietários de terras, Winthrop formou-se em Leis e tornou-se senhor de terras em Groton, no Suffolk. Embora não estivesse envolvido na fundação da Província da Baía de Massachusetts, em 1628, no ano seguinte foi obrigado a isso, quando o anti-puritano Carlos I de Inglaterra iniciou uma luta contra o pensamento religioso não conformista. Em outubro de 1629, Winthrop foi eleito governador da província e, em abril de 1630, liderou um grupo de colonos para o Novo Mundo, onde fundou uma série de comunidades ao longo da costa da baía de Massachusetts e do rio Charles.
Entre 1629 e a sua morte em 1649, Winthrop esteve 12 anos à frente da administração da província, como governador, tendo uma atitude de relativa moderação numa comunidade religiosamente conservadora, indo contra Thomas Dudley (1576 – 1653), mais conservador, e os mais liberais Roger Williams e Henry Vane. Embora fosse um político respeitado, a sua atitude como governador era autoritária: era contra a ampliação do direito ao voto e de outros direitos civis para além de uma certa classe de religiosos; opunha-se à implementação de certas leis que limitariam os movimentos dos magistrados coloniais  e era contra uma democracia aberta, chamando-a de "a pior de todas as formas de governo". A natureza conservadora das leis autoritárias e religiosas de Massachusetts influenciou a formação das colónias vizinhas, algumas das quais eram formadas por indivíduos e grupos que se opunham àquelas leis.
O filho de Winthrop, John, foi um dos fundadores da Colónia do Connecticut, e o próprio Winthrop escreveu uma das principais descrições do período colonial inicial.